# 香花木犀
香花木犀（学名：Osmanthus suavis）为木犀科木犀属下的一个种。叶革质，披针形至宽卵形，长3.5-5厘米，宽1.3-2厘米，先端急尖，基部楔形，边缘中部以上具浅圆齿，中脉两面突起，侧脉及网脉不显；叶柄长3-5毫米，无毛。花簇生叶腋或小枝顶端，花梗长3-5毫米；花冠白色，冠管长5-9毫米，4裂，裂片舌形，长3-5毫米。核果椭圆状卵形，长6-8毫米，径4-5毫米，成熟时为黑色。

## 扩展阅读
維基物種上的相關：香花木犀